# Eleições presidenciais na Nicarágua em 1984
Eleições gerais foram realizadas na Nicarágua em 4 de novembro de 1984, para eleger um presidente e um parlamento. Aproximadamente 1,2 milhão de nicaraguenses votaram, representando uma participação de 75%, com 94% dos eleitores elegíveis registrados. Observadores imparáveis de grupos internacionais como a Comunidade Econômica Europeia, grupos religiosos enviados para monitorar a eleição, e observadores de nações democráticas como o Canadá e a República da Irlanda concluíram que as eleições eram geralmente livres e justas.
A data da eleição, 4 de novembro foi selecionada para que a Nicarágua tivesse um governo legítimo e eleito antes da reeleição antecipada de Ronald Reagan nos Estados Unidos em 6 de novembro. "Os sandinistas esperavam que uma eleição competitiva com grande participação impedisse uma intervenção militar dos EUA e tranquilizasse os defensores da FSLN. Assim, a decisão dos sandinistas de realizar eleições em 1984 foi em grande parte de inspiração estrangeira".
Entre 1982 e 1984, a FSLN negociou com a oposição sobre a proposta de Lei dos Partidos Políticos e Direito Eleitoral, e, em última análise, estas foram modificadas "em resposta a várias das demandas mais significativas da oposição". Da mesma forma, várias prorrogações do prazo para inscrição de candidatos foram concedidas enquanto as conversações com a Coordenação continuaram.

## Resultados

### Presidente
| Candidato                            | Partido                                      | Votos     | %      |
| ------------------------------------ | -------------------------------------------- | --------- | ------ |
| Daniel Ortega Saavedra               | Frente Sandinista de Libertação Nacional     | 735,967   | 66.97  |
| Clemente Guido Chávez                | Partido Conservador Democrático              | 154,327   | 14.04  |
| Virgílio Godoy Reyes                 | Partido Liberal Independente                 | 105,560   | 9.61   |
| Mauricio Díaz Dávila                 | Partido Social Cristão Popular               | 61,199    | 5.57   |
| Allan Zambrana Salmerón              | Partido Comunista da Nicarágua               | 16,034    | 1.46   |
| Domingo Sánchez Salgado              | Partido Socialista nicaraguense              | 14,494    | 1.32   |
| Isidro Téllez Toruño                 | Movimento de Ação Popular Marxista-Leninista | 11,352    | 1.03   |
| Total                                | Total                                        | 1,098,933 | 100.00 |
|                                      |                                              |           |        |
| Votos válidos                        | Votos válidos                                | 1,098,933 | 93.91  |
| Votos inválidos/em branco            | Votos inválidos/em branco                    | 71,209    | 6.09   |
| Total de votos                       | Total de votos                               | 1,170,142 | 100.00 |
| Eleitores registrados/comparecimento | Eleitores registrados/comparecimento         | 1,551,597 | 75.42  |
| Fonte: Nohlen                        |                                              |           |        |

### Assembleia Nacional
| Partido                                      | Votos     | %      | Assentos |
| -------------------------------------------- | --------- | ------ | -------- |
| Frente Sandinista de Libertação Nacional     | 729,159   | 66.78  | 61       |
| Partido Conservador Democrático              | 152,883   | 14.00  | 14       |
| Partido Liberal Independente                 | 105,497   | 9.66   | 9        |
| Partido Social Cristão Popular               | 61,525    | 5.63   | 6        |
| Partido Comunista da Nicarágua               | 16,165    | 1.48   | 2        |
| Partido Socialista nicaraguense              | 15,306    | 1.40   | 2        |
| Movimento de Ação Popular Marxista-Leninista | 11,343    | 1.04   | 2        |
| Total                                        | 1,091,878 | 100.00 | 96       |
|                                              |           |        |          |
| Votos válidos                                | 1,091,878 | 93.31  |          |
| Votos inválidos/em branco                    | 78,224    | 6.69   |          |
| Total de votos                               | 1,170,102 | 100.00 |          |
| Eleitores registrados/comparecimento         | 1,551,597 | 75.41  |          |
| Fonte: Nohlen                                |           |        |          |